# Governo di Rudinì IV
Il Governo di Rudinì IV è stato il trentaquattresimo esecutivo del Regno d'Italia, il quarto guidato da Antonio di Rudinì.  
Esso, nato in seguito alle dimissioni del governo precedente, è stato in carica dal 14 dicembre 1897 al 1º giugno 1898 (sebbene già dimissionario dal precedente 28 maggio), per un totale di 169 giorni, ovvero 5 mesi e 18 giorni.

## Compagine di governo

### Appartenenza politica
| Partito | Partito          | Presidente | Ministri | Sottosegretari | Totale |
| ------- | ---------------- | ---------- | -------- | -------------- | ------ |
|         | Destra storica   | 1          | 7        | 9              | 17     |
|         | Sinistra storica | -          | 2        | 1              | 3      |
|         | Indipendente     | -          | 1        | 1              | 2      |

### Situazione parlamentare
Ai tempi del Regno d'Italia, poiché secondo lo Statuto Albertino il governo rispondeva nei fatti al solo Re, la fiducia parlamentare in senso moderno non era obbligatoria (ed in tal senso vari sono stati i casi di formazione di un governo palesemente privo di tale supporto). La prassi di determinare la sopravvivenza dell’esecutivo in base al supporto parlamentare, dunque, si è andata sviluppando solo successivamente, specie con l’ascesa dei partiti di massa e con l’introduzione del sistema proporzionale, in tempi molto più tardi rispetto all’unità, ed ufficialmente solo con la Costituzione della Repubblica Italiana. Per questo motivo, il grafico sottostante espone, secondo ricostruzioni e dichiarazioni, nonché secondo la composizione del governo, l’eventuale supporto che questo avrebbe o ha ottenuto.
| Camera              | Collocazione | Partiti                     | Seggi     |
| ------------------- | ------------ | --------------------------- | --------- |
| Camera dei deputati | Maggioranza  | DEM (327), PLC (99)         | 426 / 508 |
| Camera dei deputati | Opposizione  | ER (42), PRI (25), PSI (15) | 82 / 508  |

## Composizione
| Carica                                | Titolare                                                                           | Titolare                              | Titolare                                                 | Sottosegretario                                                                             |
| Presidenza del Consiglio dei ministri | Presidenza del Consiglio dei ministri                                              | Presidenza del Consiglio dei ministri | Presidenza del Consiglio dei ministri                    | Sottosegretario di Stato alla Presidenza del Consiglio                                      |
| ------------------------------------- | ---------------------------------------------------------------------------------- | ------------------------------------- | -------------------------------------------------------- | ------------------------------------------------------------------------------------------- |
| Presidente del Consiglio dei ministri |                                                                                    |                                       | Antonio Starabba, marchese di Rudinì (Destra storica)    | Carica non assegnata                                                                        |
| Ministero                             | Ministri                                                                           | Ministri                              | Ministri                                                 | Sottosegretario                                                                             |
| Affari Esteri                         |                                                                                    |                                       | Emilio Visconti Venosta (Destra storica)                 | Lelio Bonin-Longare                                                                         |
| Agricoltura, Industria e Commercio    |                                                                                    |                                       | Francesco Cocco-Ortu (Destra storica)                    | Gianforte Suardi                                                                            |
| Lavori Pubblici                       |                                                                                    |                                       | Giuseppe Pavoncelli (Destra storica)                     | - Giacomo De Martino (fino al 16 gennaio 1898) - Francesco Vendramini (dal 16 gennaio 1898) |
| Interno                               |                                                                                    |                                       | Antonio Starabba, marchese di Rudinì (Destra storica)    | Giorgio Arcoleo                                                                             |
| Pubblica Istruzione                   |                                                                                    |                                       | Nicolò Gallo (Sinistra storica)                          | Massimo Bonardi                                                                             |
| Guerra                                |                                                                                    |                                       | Alessandro Asinari di San Marzano (Destra storica)       | Achille Afan de Rivera                                                                      |
| Marina                                |                                                                                    |                                       | Benedetto Brin (Indipendente) (fino al 24 maggio 1898)   | Giuseppe Palumbo                                                                            |
| Marina                                | Alessandro Asinari di San Marzano (Destra storica) Ad interim (dal 24 maggio 1898) |                                       |                                                          | Giuseppe Palumbo                                                                            |
| Finanze                               |                                                                                    |                                       | Ascanio Branca (Sinistra storica)                        | - Giorgio Arcoleo (fino al 18 gennaio 1898) - Nicola Balenzano (dal 18 gennaio 1898)        |
| Tesoro                                |                                                                                    |                                       | Luigi Luzzatti (Destra storica)                          | - Vincenzo De Bernardis (fino al 27 gennaio 1898) - Secondo Frola (dal 27 gennaio 1898)     |
| Grazia e Giustizia e Culti            |                                                                                    |                                       | Giuseppe Zanardelli (Sinistra storica)                   | Cesare Fani                                                                                 |
| Poste e Telegrafi                     |                                                                                    |                                       | Emilio Sineo (Destra storica) (fino al 26 febbraio 1898) | Matteo Mazziotti                                                                            |
| Poste e Telegrafi                     | Luigi Luzzatti (Destra storica) Ad interim (dal 26 febbraio 1898)                  |                                       |                                                          | Matteo Mazziotti                                                                            |

## Cronologia

### 1897
- 14 dicembre - Il governo giura dinnanzi al Re.

### 1898
- 28 maggio - Per dissidi sorti all’interno del Consiglio dei ministri sul disegno di legge che dava al governo la facoltà di rimuovere l’ “exequatur” ai vescovi, presentato da Giuseppe Zanardelli, il governo rassegna le proprie dimissioni al Re. Questi dunque, accettate le dimissioni del Presidente di Rudinì, tenuto conto dell’assenza di un esplicito voto di sfiducia, riconferisce a quest’ultimo il mandato esplorativo.
- 1º giugno - Con il giuramento del nuovo esecutivo termina ufficialmente l’esperienza di governo.